# Bông ổi
Bông ổi hay còn gọi Trâm ổi, thơm ổi, ổi tàu, hoa ngũ sắc, trâm hôi, tứ thời, tứ quý (danh pháp hai phần: Lantana camara) là một loài thực vật thuộc họ Cỏ roi ngựa (Verbenaceae).

## Phân bố
Cây có nguồn gốc từ các nước Trung Mỹ, sau phổ biến khắp vùng nhiệt đới. Tại Việt Nam cây được trồng làm cảnh hoặc mọc dại.

## Đặc điểm
Bông ổi là loài cây nhỏ, nhiều cành ngang, có lông và gai ngắn quặp về phía dưới. Lá hình bầu dục, nhọn, mặt lá xù xì, mép lá có răng cưa; mặt trên có lông ngắn cứng, mặt dưới lông mềm hơn; phiến lá dài 3–9 cm, rộng 3–6 cm; cuống lá ngắn, phía trên cuống có dìa. Hoa không cuống, nhiều giống màu trắng, vàng, vàng cam, tím hay đỏ mọc thành bông dạng hình cầu; hoa có lá bắc hình mũi giáo. Đài hình chuông, có hai môi. Tràng hình ống có bốn thùy không đều. Quả hình cầu, màu đỏ nằm trong lá đài, chứa hai hạch cứng, xù xì.

### Phát triển

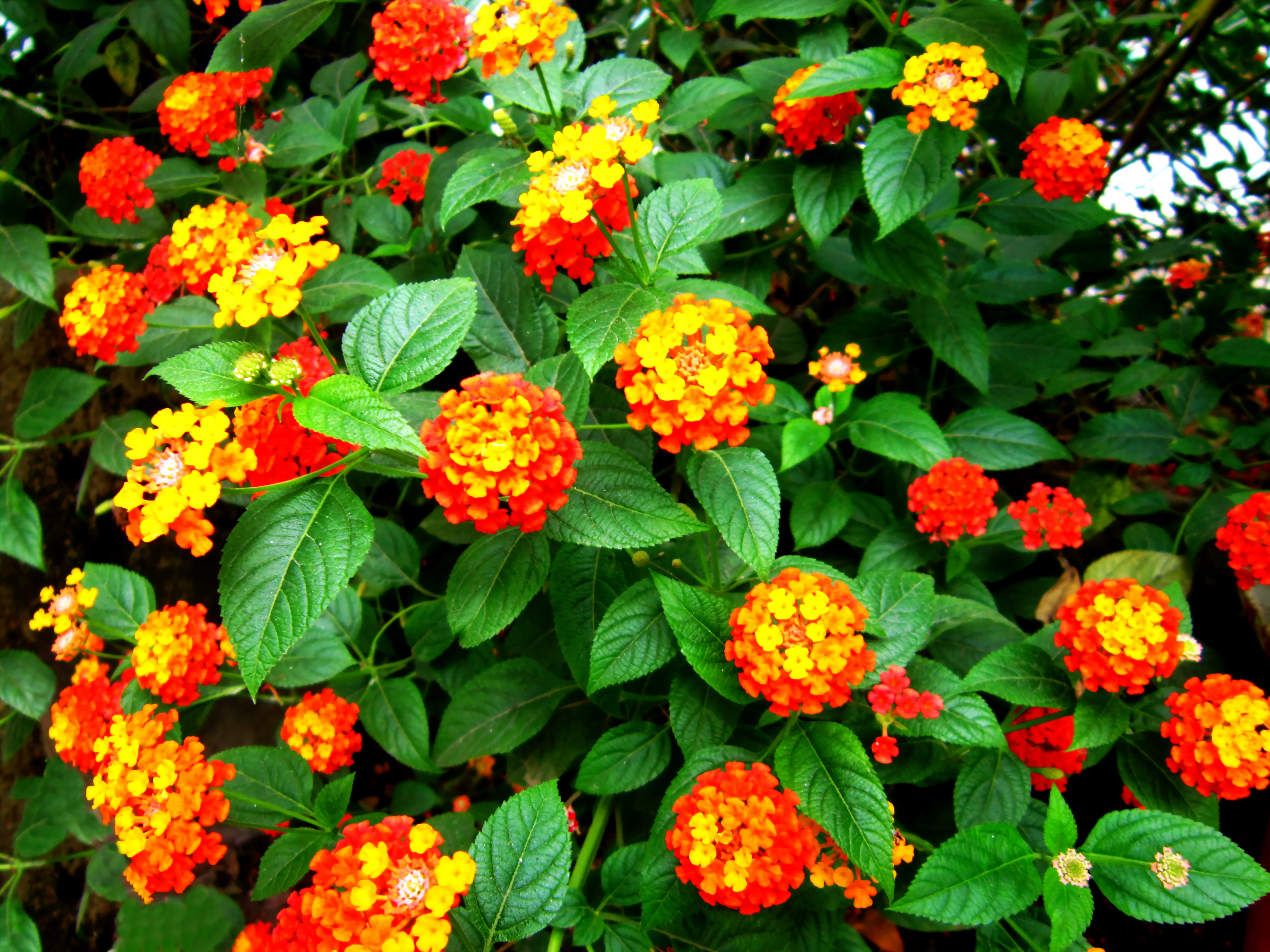
Trâm ổi

Cây bông ổi phát tán bằng hạt giống nhờ các loại chim mang đi và một khi đến một khu vực nào đó, chúng dễ mọc và phát triển rất nhanh chóng. Trâm ổi có thể sinh sôi đến mức mà người ta khó diệt được hoàn toàn. Tại Nouvelle Calédonie, cây mọc hoang đến mức chính phủ ra lệnh diệt hết loài cây này dù chỉ giữ một gốc làm cảnh cũng không được phép. Loài này gây cản trở nghiêm trọng đối với tái sinh tự nhiên của mốt số loài khác như cây chai (sal).

## Thành phần hóa học
Năm 1943, Low(?) đã chiết từ cây này một chất gọi là lantanin.

## Công dụng dược lý
Một số nơi người ta cho rằng lá bông ổi có tính sát trùng, cầm máu nên dùng lá cây bông ổi giã nát đắp lên vết thương, vết loét, thậm chí chỗ bị rắn cắn. Lá bông ổi có thể cho vào nồi nước xông chữa cảm, sốt.

### Lưu ý
Cây này không có tác dụng chữa viêm xoang như cây cứt lợn Ageratum conyzoides nên cần chú ý tránh dùng nhầm.

## Hình ảnh

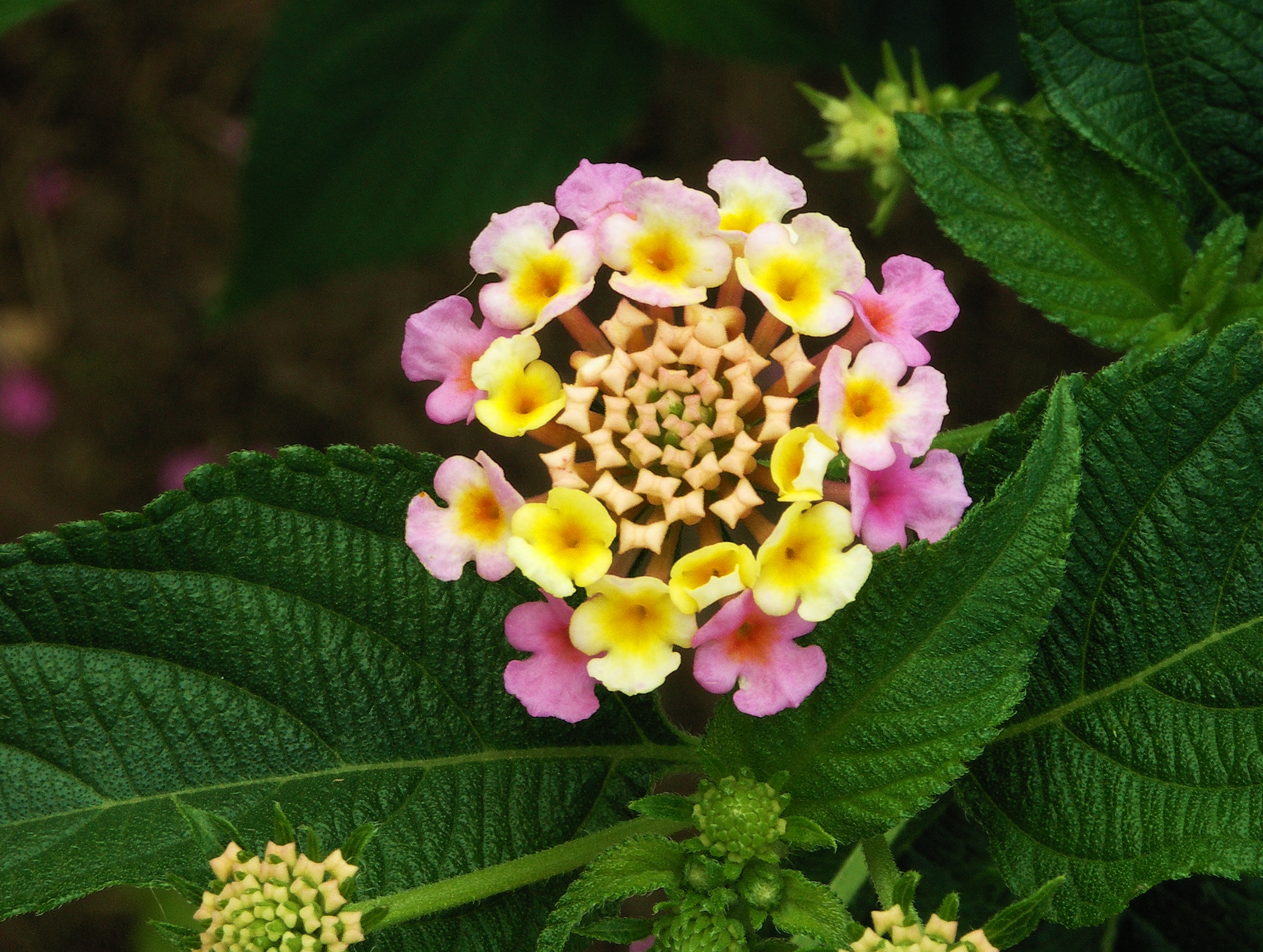
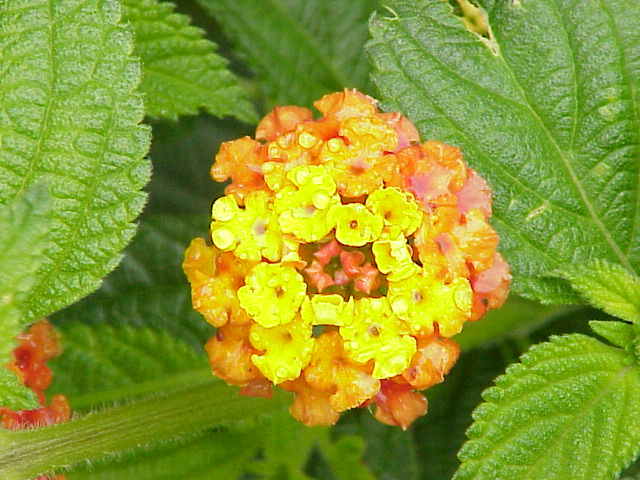
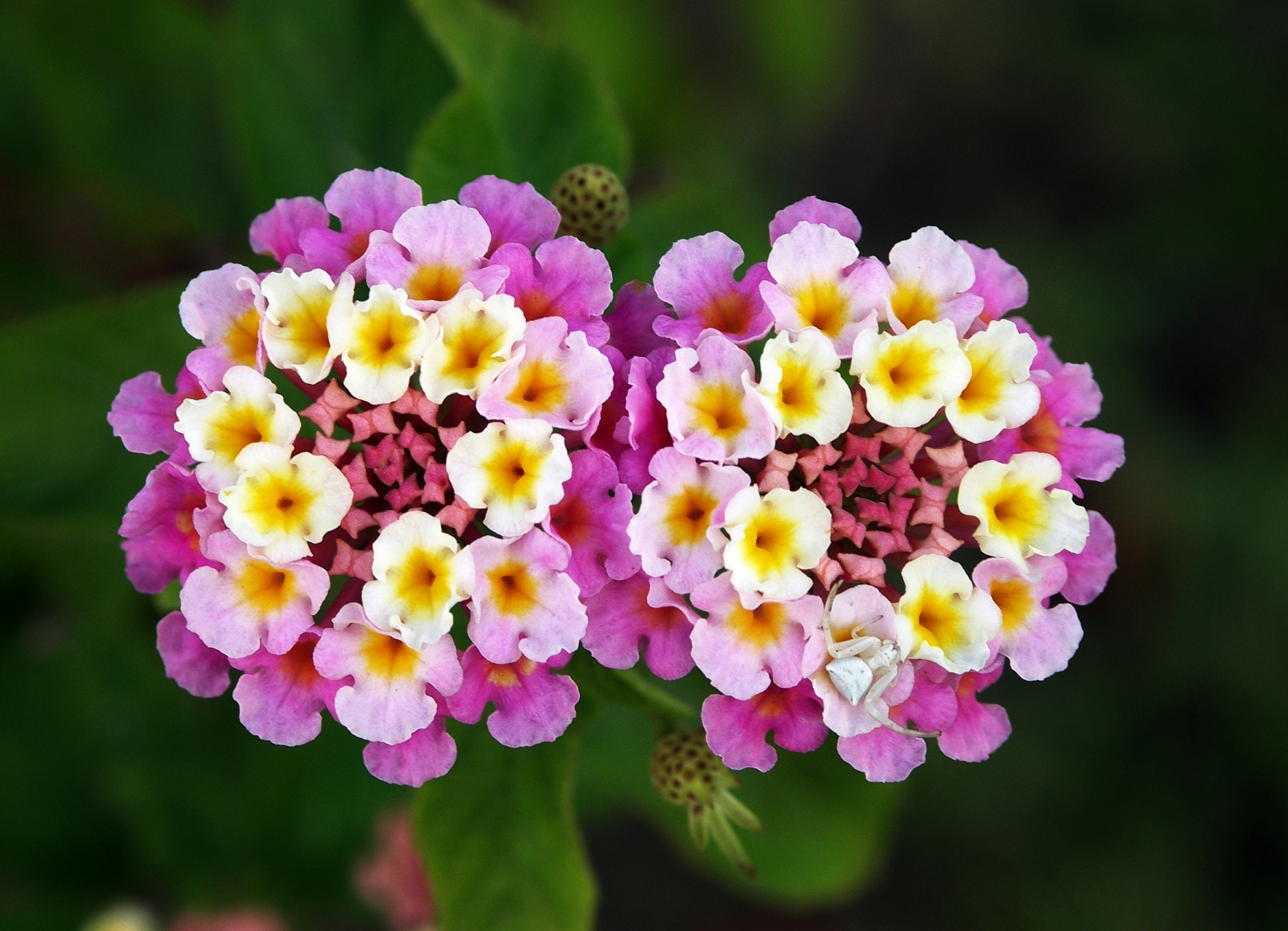
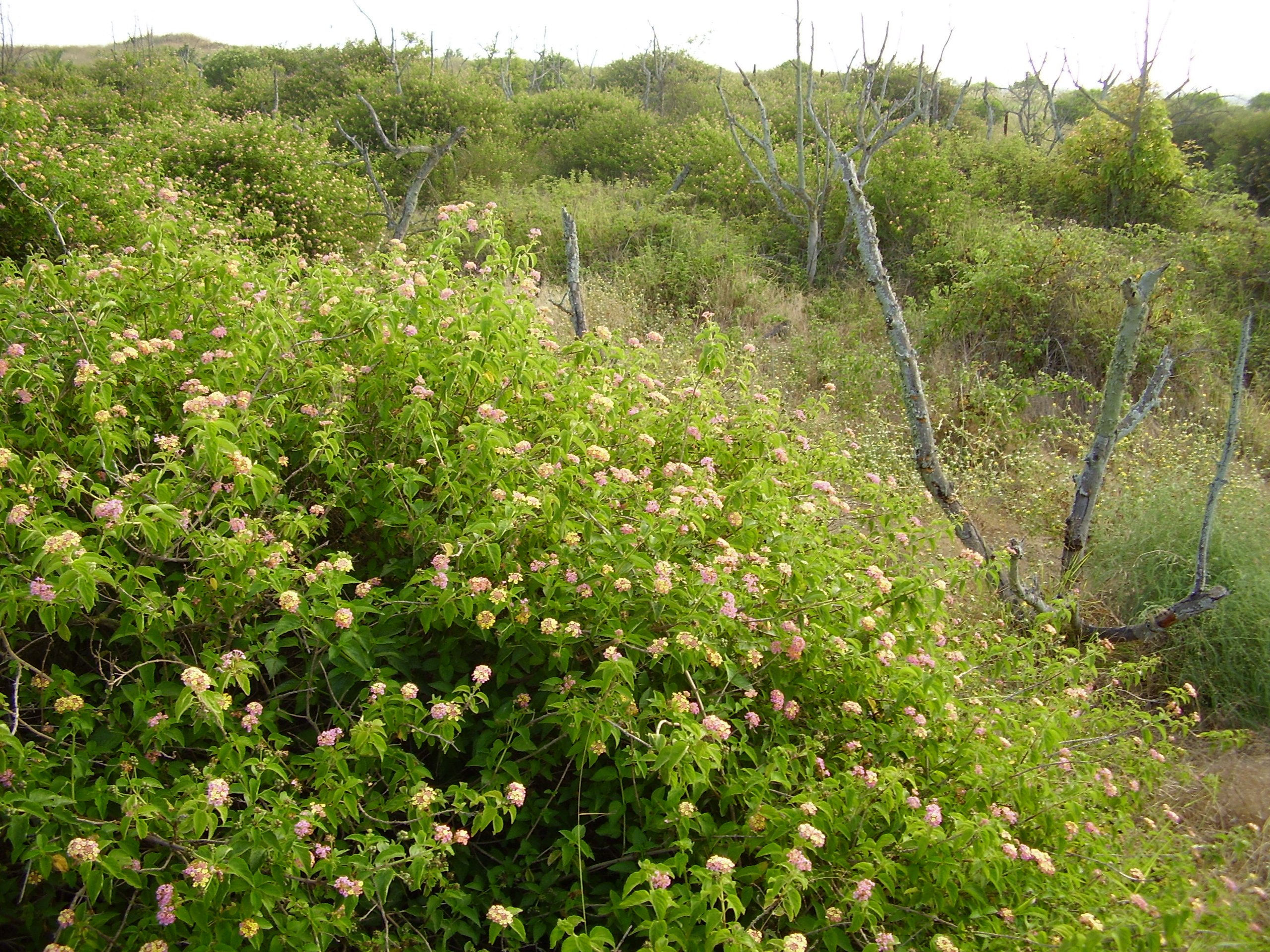